# Barraca de la zona del Mas de la Fam II
La Barraca de la zona del Mas de la Fam II és una obra del Pla de Santa Maria (Alt Camp) inclosa a l'Inventari del Patrimoni Arquitectònic de Catalunya.

## Descripció
Barraca de planta circular, obrada en desnivell, la seva coberta presenta un indici de casella, però sense concretar. El seu portal està rematat per lloses col·locades en angle. La seva orientació és Sud.
A l'interior hi veurem una falsa cúpula tapada amb una llosa, a una alçada de 3'40m. Hi veurem també una menjadora i una fornícula.
La seva cambra és també circular, amb un diàmetre de 2'335m.